# دهنه مرغک
دهنه مرغک، روستایی در دهستان دهبکری بخش مرکزی شهرستان بم در استان کرمان ایران است.

## جمعیت
بر پایه سرشماری عمومی نفوس و مسکن در سال ۱۳۹۵، جمعیت این روستا برابر با ۲۴۴ نفر (۸۶ خانوار) بوده است.